# Embrujo
Embrujo (spanisch Zauber) ist eine 2023 gegründete Drone-Doom-Band.

## Geschichte
Das multinational besetzte Projekt wurde im Jahr 2023 von Musikern des Death- und Funeral-Doom als experimentelles Nebenprojekt initiiert. So waren alle drei Beteiligten zuvor mit Interpreten wie Chalice of Suffering, Forever Falling, Ceremonic Buryment, Catacombed, Doomslut und Lake of Depression als Musiker international präsent.
Das Debüt Versos Malditos entstand als experimentelle Kooperation, die die Musiker jeweils in ihren Heimstudios in den Vereinigten Staaten, Kroatien und Panama einspielten. Das Album wurde zwischen Januar und April 2024 von Ricardo Brenes abgemischt, produziert, arrangiert und gemastert. Anschließend veröffentlichte er das Album am 26. April 2024 über sein Label Jaibaná Records.

## Stil
Die von Embrujo gespielte Musik entspricht dem Drone Doom mit Elementen des Dark Ambient und Funeral Doom. Die Band nennt jedes Stück „eine kranke Reise durch dröhnende Landschaften aus dunkler Materie und Visionen von Chaos.“

## Diskografie
- 2024: Versos Malditos (Album, Jaibana Records)